# بارفيز نسيبوف
بارفيز نسيبوف (مواليد 18 أغسطس 1998) هو لاعب مصارعة يونانية رومانية أذربيجاني المولد، يمثل أوكرانيا في المحافل الدولية، حصل على الميدالية الفضية في وزن 67 كج في أولمبياد 2020.

## وصلات خارجية
- بارفيز نسيبوف على موقع قاعدة بيانات المصارعة الدولية (الإنجليزية)
- بارفيز نسيبوف على موقع اللجنة الأولمبية الدولية (الإنجليزية)
- بارفيز نسيبوف على موقع أوليمبيديا (الإنجليزية)